# 马尔克格伦
马尔克格伦是德国梅克伦堡-前波美拉尼亚州的一个市镇。总面积22.56平方公里，总人口487人，其中男性264人，女性223人（2011年12月31日），人口密度22人/平方公里。